# ماري أوسبورن
ماري أوسبورن (بالإنجليزية: Mary Osborne)‏ هي عازفة قيثارة جاز ومغنية أمريكية، ولدت في 17 يوليو 1921 في مينوت في الولايات المتحدة، وتوفيت في 4 مارس 1992 في بيكرسفيلد في الولايات المتحدة.

## وصلات خارجية
- ماري أوسبورن على موقع IMDb (الإنجليزية)
- ماري أوسبورن على موقع ميوزك برينز (الإنجليزية)
- ماري أوسبورن على موقع أول ميوزيك (الإنجليزية)
- ماري أوسبورن على موقع ديسكوغز (الإنجليزية)